# Miyazya-27-Platz
Der Miyazya-27-Platz (amharisch: ሜያአዚያ 27 አደባባይ, Miyazya 27 adebabay) ist ein Platz und Verkehrsknoten in Addis Abeba, der Hauptstadt Äthiopiens, der als Kreisverkehr gestaltet ist.
Am Kreisverkehr treffen die Adua Avenue, die König-Georg-VI-Straße, die Königin Elisabeth-Straße und die Avenue mit Namen Entwicklung durch Kooperation aufeinander. Der Platz und die Umgebung um ihn herum werden von den Einheimischen „Arat Kilo“ (Vier Kilometer) genannt, was zumeist aber mit 4-Straßen-Platz übersetzt wird.
Der offizielle Name hingegen bezieht sich auf den 27. Miyazya des äthiopischen Kalenders. An diesem Datum fiel Addis Abeba 1936 an Italien und ebenfalls an diesem Tag kehrte 1941, also 5 Jahre später, Kaiser Haile Selassie I. im Rahmen des Ostafrikafeldzugs nach Addis Abeba zurück. Der 27. Miyazya des äthiopischen Kalenders entspricht dem 5. Mai des gregorianischen Kalenders.
In der Mitte des Platzes und des Kreisverkehrs steht das Miyazya-27-Denkmal. Das Denkmal wurde anlässlich der Krönung von Haile Selassie 1930 errichtet, nach der Besetzung 1936 abgebaut und nach der Befreiung wieder aufgebaut.
Zahlreiche Gebäude der äthiopischen Regierung und der Universität Addis Abeba befinden sich in der Nähe des Platzes. Die Ostseite des Platzes wird vom Bildungsministerium dominiert, auf der Westseite befinden sich die Fakultät für Informatik der Universität Addis Abeba und das Archäologische Museum. Zu den vielen umliegenden Gebäuden zählen die Dreifaltigkeitskathedrale, das Parlamentsgebäude und das Kaiserpalastgebäude.
Die König-Georg-VI-Straße führt in Richtung Norden zu einem weiteren Platz mit Kreisverkehr und Denkmal in der Mitte. Dieser hat den Namen Yekatit-12-Platz und wird von Einheimischen auch „Siddist Kilo“ (Sechs Kilometer) genannt.